# Globočnik, Bohinjska Bistrica
Globočnik je potok, ki izvira južno od naselja Bohinjska Bistrica, kjer se pridruži potoku Belica, ki se kot desni pritok izliva v Savo Bohinjko.